# Clay (Kentucky)
Pour les articles homonymes, voir Clay.

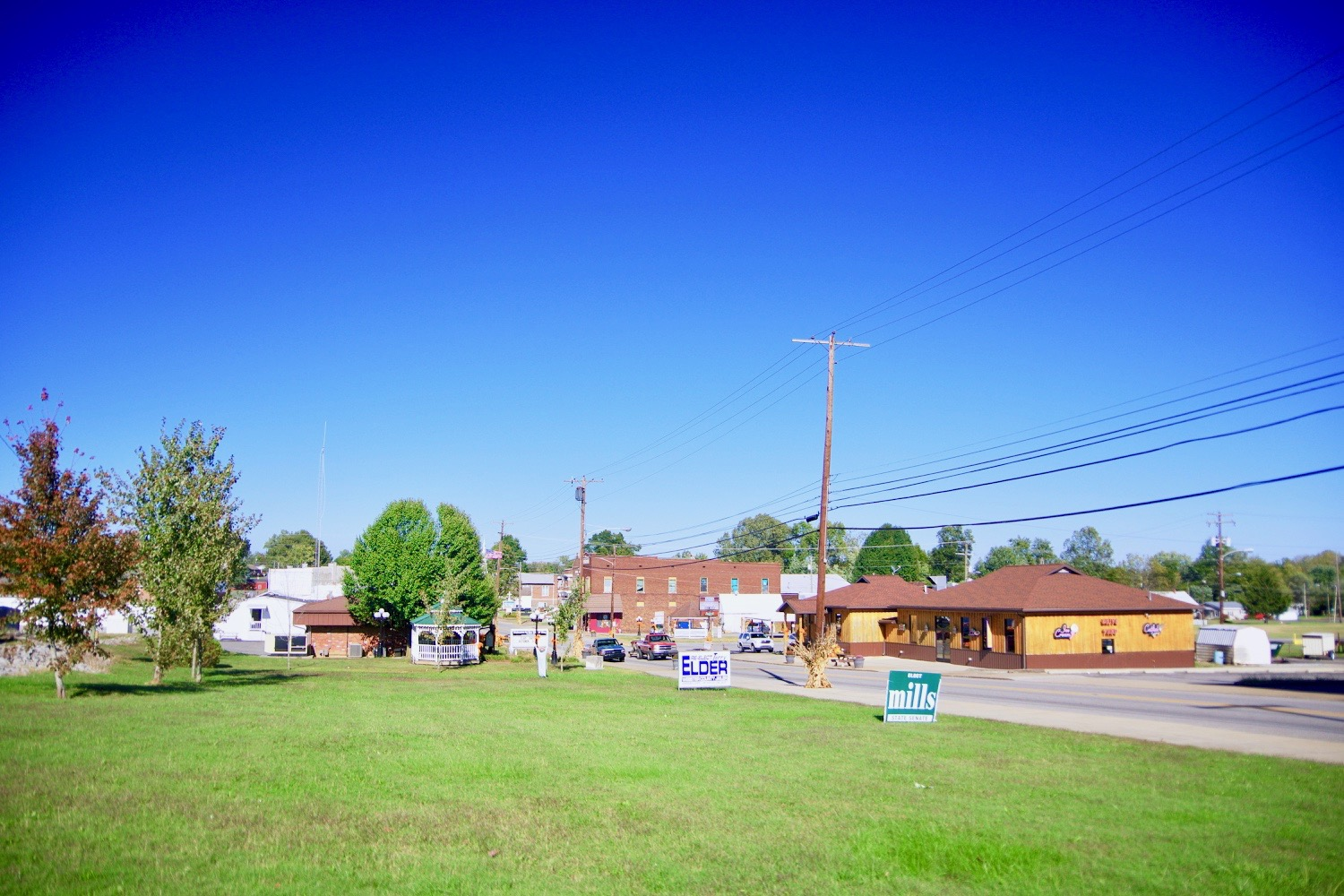

Clay est une ville américaine située dans le comté de Webster, dans le Kentucky. Selon le recensement de 2020, sa population est de 1 031 habitants.